# Microsema icaunaria
Microsema icaunaria là một loài bướm đêm trong họ Geometridae.